# Spodnium

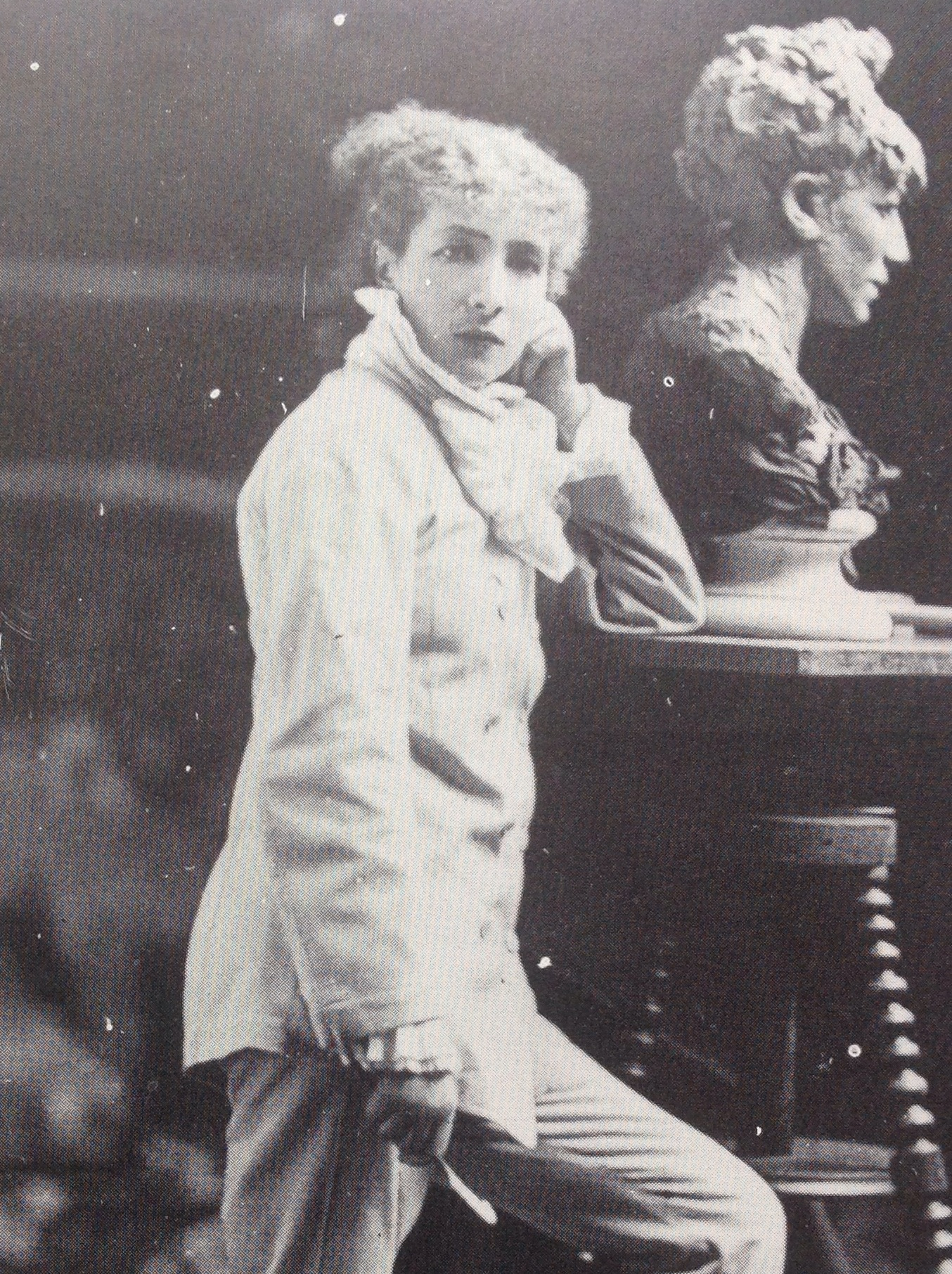
Sarah Bernhardt w studio w marynarce ze spodniami

Spodnium – rodzaj damskiego stroju, pierwotnie składającego się z żakietu i długich spodni, obecnie często rozumiany jako elegancki kombinezon. W modzie damskiej spodnium pojawiło się w XX wieku jako dwuczęściowy garnitur, symbolizujący m.in. emancypację i równouprawnienie kobiet. Z biegiem lat termin „spodnium” uległ rozszerzeniu i obecnie odnosi się także do jednoczęściowych kombinezonów, które łączą spodnie z górą w formie bluzki.

## Historia

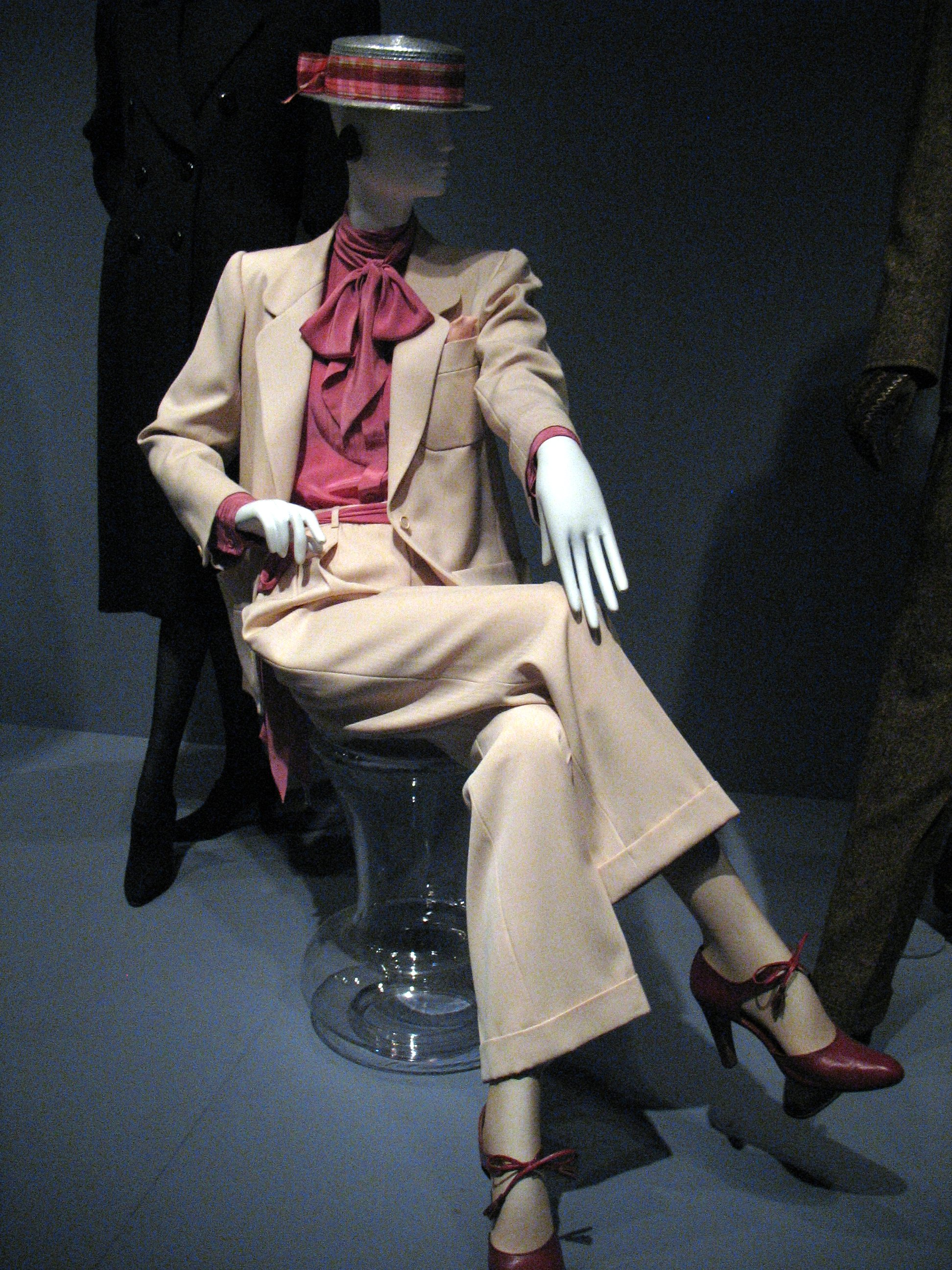
Damski garnitur nazwany „Le Smoking”

W początkach XX wieku garnitur składający się z marynarki i spodni był elementem mody typowo męskiej, ale z czasem zaczęły go nosić również kobiety, mimo początkowego sprzeciwu społecznego. Aktorka Sarah Bernhardt, jedna z prekursorek mody damskiej, występowała publicznie w spodniach i marynarce już pod koniec XIX wieku. W latach 30. XX wieku Eleanor Roosevelt jako pierwsza pierwsza dama Stanów Zjednoczonych oficjalnie pojawiła się w spodniach, a Marlena Dietrich upowszechniła ten styl zarówno na ekranie, jak i w życiu prywatnym.
W latach 60. Yves Saint Laurent zaprojektował damski garnitur nazwany „Le Smoking”, będący przełomem w modzie kobiecej.

## Ewolucja terminu: elegancki kombinezon
Obecnie pod pojęciem spodnium rozumie się często elegancki kombinezon, jako jednoczęściowe połączenie spodni z bluzką. Geneza tego stroju sięga początków XX wieku, kiedy jednoczęściowe kombinezony były stosowane głównie jako odzież robocza. W latach 60. i 70. XX wieku kombinezony stały się elementem mody damskiej, zyskując popularność w wielu krajach, w tym w Polsce, gdzie były określane jako „owerol”.

## Odmiana
Według Słownika Języka Polskiego PWN „spodnium” odmienia się jak rzeczownik „kostium”: spodnium, spodniumu, spodniumie, spodniumy, spodniumów.